# Carbajal de Rueda
Carbajal de Rueda es una localidad de la provincia de León, en Castilla y León integrada en el ayuntamiento de Gradefes.
Tiene una población de 31 habitantes (INE 2018).